# Днепряны
Днепря́ны (укр. Дніпряни, до 1946 г. — Британы) — посёлок городского типа в Новокаховской городской общине Каховского района Херсонской области Украины. Посёлок находится вблизи города Новая Каховка, на берегу реки Днепр.

## История
Первоначальное название поселения — Британ. Оно имеет давнее происхождение, и тесно связано с гидронимами Нижнего Днепра, что подтверждает и название одноимённого острова, напротив которого расположено село. Почти до конца XVIII в. здесь находился казацкий зимовник, входивший в Ингулецкую паланку. В конце XVIII в. после захвата территории Крымского ханства Российской империей начинается большая волна миграций и переселений, которая захватила и хутор Британ. Наряду с коренным татарским и украинским населением здесь поселяется значительное количество переселенцев из центральных губерний России. В середине XIX в. появилось название Британы, которое существовало параллельно названию Британ. Британы довольно скоро становятся одним из главных населённых пунктов Днепровского уезда Таврической губернии. Особый подъём в экономическом развитии села сделали немецкие и швейцарские переселенцы, заложившие в 1889 году виноградники при Британе. ставшие основой для мощного развития виноградарства и виноделия в Нижнем Поднепровье.
После свержения царского режима Британы постепенно теряют своё лидирующее положение, а с приходом большевиков (1920 г.) и вовсе приходят в полный упадок (была уничтожена церковь, разграблено имущество виноградарей и виноделов).
При проведении коллективизации и раскулачивания значительная часть населения была вывезена в Сибирь.
В 1946 году указом ПВС УССР село Британы переименовано в Днепряны.
За годы Советской власти в Британах существовали крупные сельскохозяйственные артели: им. Литвинова (до 1950 г.), им. Калинина. Здесь также исторически базировался крупнейший виноградарский совхоз «Перемога британских наймитов» (с 1960 года — винсовхоз «Таврия»). В Британах действовало 17 собственных предприятий, в том числе один из крупнейших на Херсонщине пункт «Заготзерно», речная пристань «Британы», филиал консервного завода им. Сталина, и др. предприятия, обеспечивавшие полную экономическую самодостаточность села.
После 1991 года большинство предприятий прекратили своё существование.
В Днепрянах располагается поселковый Совет, которому, кроме Днепрян, подчинены села Корсунка, Новые Лагери, Песчаное,